# Vinata belokobylskii
Vinata belokobylskii är en insektsart som först beskrevs av Alexander Fyodorovich Emeljanov 1992.  Vinata belokobylskii ingår i släktet Vinata och familjen Derbidae. Inga underarter finns listade i Catalogue of Life.